# Chen Xiaoli
Chen Xiaoli (20 de fevereiro de 1982) é uma basquetebolista profissional chinesa.

## Carreira
Chen Xiaoli integrou a Seleção Chinesa de Basquetebol Feminino, em Londres 2012 que terminou na sexta colocação. 